# 備前片岡站
備前片岡站（日语：／ Bizen-Kataoka eki */?）是位於岡山縣岡山市南區片岡字川西，西日本旅客鐵道（JR西日本）宇野線（宇野港線）的車站。車站編號為JR-L10。
此站是岡山市南區灘崎地區（舊兒島郡灘崎町）的中心車站。

## 歷史
- 1939年（昭和14年）1月1日 - 宇野線彥崎站至由加站（現時：迫川站）之間新設此站。為了與片岡站（栃木縣矢板市）區別，因此名為備前片岡站。
  - 當時車站地址為岡山縣兒島郡灘崎村（日语：灘崎）片岡字川西。
- 1940年（昭和15年）11月1日 - 車站暫停服務。
- 1949年（昭和24年）4月1日 - 灘崎村實施町制，成為灘崎町（日语：灘崎），車站地址變為岡山縣兒島郡灘崎町片岡字川西。
- 1950年（昭和25年）11月14日 - 車站重開[1]。
- 1960年（昭和35年）10月1日 - 宇野線電氣化完成。電車開始在線上行走。
- 1961年（昭和36年）
  - 4月 - 隨著國道30號開通。站內進行改善工程。
  - 9月1日 - 宇野線單線自動化。
- 1970年（昭和45年）
  - 4月5日 - 宇野線CTC化完成。
  - 4月30日 - 宇野線結束手提行李運搬電車（茶屋町站至宇野站之間中途站的行李起卸業務廢止）。
  - 5月1日 - 結束行李起卸業務。
- 1987年（昭和62年）
  - 3月23日 - 開設行走於岡山站至宇野站之間的快速「備讚Liner」，班次使用213系（日语：国鉄213系電車）電動列車行走。
  - 4月1日 - 伴隨國鐵分割民營化，車站由西日本旅客鐵道（JR西日本）營運。
- 1988年（昭和63年）4月10日 - 瀨戶大橋開通。在本四備讚線上開設快速「Marine Liner」。同時岡山站至宇野站之間的快速「備讚Liner」廢止。
- 2005年（平成17年）3月22日 - 灘崎町編入至岡山市，車站地址變為岡山縣岡山市灘崎町（日语：灘崎）片岡字川西。
- 2009年（平成21年）4月1日 - 岡山市成為政令指定都市之一，車站地址變為岡山市南區灘崎町片岡字川西。
- 2010年（平成22年）3月22日 - 隨著灘崎町合併特例區（日语：合併特例区）廢止，車站地址變為岡山市南區片岡字川西。
- 2019年（平成31年）3月16日 - 首班車起，茶屋町站至宇野站之間可使用「ICOCA」等全國互相使用服務的IC卡乘車。同日，全線成為「ICOCA」的使用範圍。站內設置了2部簡易型IC卡專用閘機，也設有設有增值功能的自動售票機。
- 2020年 （令和2年）
  - 8月26日 - 在架空電纜上標記了站名牌與車站編號。但是公司顏色不是藍色，而是紫色。
  - 10月21日 - 上述提及的公司顏色改回藍色[2]。

## 車站構造
車站是一座地面車站，設有2面2線的相對式月台。兩月台之間設有跨線橋連接。下行月台中央處設有出入口，上行月台靠近宇野一方設有出入口。
此站是由兒島站管理的無人車站。上下行線月台上設有候車室，上行月台候車室內可購買近距離車票和為IC卡增值。
2號月台（下行線）的路軌是一線通過的配線，設有安全側線。因此，昔日通過此站的列車會使用該路軌，現時兩條路軌設有方向性。
現時停靠此車站只有普通列車。在宇高連絡船現役時代，會有優等列車與前往四國的貨運列車駛經此站，因此列車交會長度較長。上述提及由於通過列車會使用下行路軌，因此1、2號月台兩方均設有出發訊號燈。上行月台靠近岡山一方設有貨運設施遺蹟。

### 月台
| 月台 | 路線     | 上下行 | 方向             |
| ---- | -------- | ------ | ---------------- |
| 1    | 宇野港線 | 上行   | 茶屋町、岡山方向 |
| 2    | 宇野港線 | 下行   | 宇野方向         |

- 上述的路線名稱取自旅客資訊上的稱呼（愛稱）。

## 使用狀況
以下為1日平均乘車人次：
| 乘車人次變化 | 乘車人次變化 |
| 年度         | 1日平均人次  |
| ------------ | ------------ |
| 1999         | 254          |
| 2000         | 268          |
| 2001         | 255          |
| 2002         | 261          |
| 2003         | 232          |
| 2004         | 217          |
| 2005         | 236          |
| 2006         | 245          |
| 2007         | 226          |
| 2008         | 220          |
| 2009         | 235          |
| 2010         | 222          |
| 2011         | 237          |
| 2012         | 243          |
| 2013         | 247          |
| 2014         | 251          |
| 2015         | 267          |
| 2016         | 252          |
| 2017         | 242          |
| 2018         | 234          |
| 2019         | 235          |

## 車站周邊
- 岡山市南區公所灘崎分所
- 岡山市南消防署灘崎出張所
- 岡山市立灘崎町圖書館
- 岡山市立灘崎町歷史文化資料館
- 灘崎町町民會館
- 灘崎町綜合福祉中心（Wellport灘崎）
- 岡山市立灘崎小學
- 岡山市立灘崎中學（日语：岡山市立灘崎中学校）
- 岡山縣道22號倉敷玉野線（日语：岡山県道22号倉敷玉野線）

## 其他
- ICOCA內的使用記錄中，此站會標記為「備片岡」。

## 相鄰車站
西日本旅客鐵道
 宇野港線（宇野線）
彥崎（JR-L09）－備前片岡（JR-L10）－迫川（JR-L11）

## 注腳
1. ↑  「日本国有鉄道公示第268号」《官報》1950年11月6日（國立國會圖書館數碼化收藏）
2. ↑  . Twitter.   [2020-10-20]. （原始内容存档于2020-10-28） （日语）.
3. ↑  岡山縣統計年報

## 外部連結
- 備前片岡｜車站資訊：JR出門網 - 西日本旅客鐵道（日語）